# Антонівка (Шепетівський район)
Анто́нівка — село в Україні, у Плужненській сільській громаді Шепетівського району Хмельницької області. Населення становить 158 осіб.
Село розташоване в північно-західній частині Плужненської територіальної громади, у західній частині Шепетівського району, в долині річки Вілія, на автошляху Р26 (Острог — Радивилів).

## Історія
У 1906 році село Кунівської волості Острозького повіту Волинської губернії. Відстань від повітового міста 13 верст, від волості 2. Дворів 50, мешканців 468.

## Нотатки
1. ↑  До 19 липня 2020 року село входило до складу Ізяславського району, який в результаті адміністративно-територіальної реформи в Україні 2020 року був ліквідований[1].